# Заньковский, Антон Владиславович
Антон Владиславович Заньковский (род. 7 июня 1988, Воронеж) — русский писатель и философ.

## Биография
В 2007 переехал в Санкт-Петербург, учился в Русской христианской гуманитарной академии на факультете философии, богословия и религиоведения, публиковался в журналах «Зеркало» «Нева», «Логос», «Acta Eruditorum», «Опустошитель», «Апокриф», на сайтах 퐁, «Прочтение», «Stenograme», «Школа социологии», «Метамодерн» и т. д. Лауреат премии журнала «Нева». С конца 2011 по 2014 гг. был задействован в различных проектах Международного евразийского движения, руководил Санкт-Петербургским филиалом Центра консервативных исследований: организовывал в РХГА исламские конференции и алхимические семинары, а также публичные лекции А. К. Секацкого, Р. В. Светлова, С. В. Пахомова, А. А. Хлевова и других учёных; принимал участие в конференциях, организованных МЕД на Социологическом факультете МГУ им. М. В. Ломоносова. В 2014 году порвал отношения с ультраправыми и телемитскими организациями. В том же году вошёл в лонг-лист премии «Дебют» с романом «Девкалион» . В 2015 году в издательстве «оuclup» вышел сборник стихотворений в прозе. В 2017 году жил в Индии. В 2019 году издательство «сhaosss/press» выпустило книгу Заньковского «Аристотель и портовые шлюхи». В 2020 году стал лауреатом премии журнала «Нева» в номинации «В надежде славы и добра» за поэму в прозе «Чёрная Калитва». В октябре 2022 года на страницах израильского журнала «Зеркало» Заньковский заявил, что не придерживается нейтралитета в российско-украинском конфликте, но стоит на стороне пострадавших — Украины и украинского народа.

## Отзывы
В прессе прозу Заньковского называли поэтической. Главный редактор журнала «Нева» Наталья Гранцева выделила роман «Ветошница» в качестве одной из наиболее ярких публикаций 2016 года. Прозаик Мария Бушуева нашла в произведениях Заньковского влияние Серебряного века и отголоски стиля Артюра Рембо, Шолохова, Вл. Орлова, Саши Соколова, В. Гомбровича. Критик и журналист Яков Шаус назвал «Село Гоморровка и его обитатели» самым сильным произведением в 60-м номере журнала «Зеркало».
Литературный критик и эссеист Ольга Балла в статье «Бомбы почтой» так охарактеризовала эстетику Заньковского: 
Скажем так: эстетика существования. Которая приводит на память Оскара Уайльда и вообще всю практику европейского дендизма <…> Вообще, европейская эстетическая история успешно конкурирует в символическом наследстве Заньковского с азиатской, заимствуя у последней отдельные элементы ради собственных целей.
Украинский культуролог Б. Е. Носенок опубликовала критическую статью «Собиратель образов: Антон Заньковский и его мифология» укр. Збирач образiв: Антон Заньковський та його мiфологiя.

### Книги
- Сборник стихотворений в прозе «Бабье лето» (2015, ouclup)
- Аристотель и портовые шлюхи (2019, chaosss/press; ISBN 5-98585-230-1)

### Публикации в журналах
- Социальная онтология Эрнста Юнгера и Жан-Поля Сартра — журнал «Acta Eruditorum» (2011/9)
- Созерцательные опыты Э. Юнгера, М. Метерлинка, Р. Кайуа — журнал «Acta Eruditorum» (2013/12)
- Внезапность, трагическое и теургия хаоса — журнал «Апокриф» (2014 #1)
- Несчастнейший и его γνωσις — журнал «Апокриф» (2014 #1)
- Онтологическая революция слизи. Рецензия на книгу Бена Вударда «Динамика слизи. Зарождение, мутация и ползучесть жизни» — Журнал «Логос» 2018/2
- Девкалион (роман) — журнал «Нева» (2015/7)
- Ветошница (роман) — журнал «Нева» (2016/7)
- Институт богословия (повесть) — журнал «Опустошитель» (#17)
- Зуберmensch (повесть) — журнал «Нева» (2017/10)
- Чёрная Калитва (поэма в прозе) — журнал «Нева» (2019/1)
- Чайный дом (записки богослова) — журнал «Нева» (2020/7)
- Ситуация метамодерна в контексте поворота к нечеловеческому (статья) — журнал «Нева» (2022/7)
- Село Гоморровка и его обитатели (вторая редакция поэмы в прозе «Чёрная Калитва») — Тель-Авивский журнал «Зеркало» (№ 60, 2022)
- Коагуляция хаоса: Четыре направления метамодерна — журнал «Нева» (2023/12)
- Время твердых медуз: Метамодерн, который мы заслужили — журнал «Нева» (2024/1)

### Сетевые публикации
- Стихотворения в прозе из романа «Девкалион»
- Семь индийских стихотворений в прозе
- Проэзия в грозах
- Восемь новых стихотворений в прозе
- Двадцать восемь тысяч фасеток и тридцать тысяч линз: постмодерн, который мы почти потеряли
- Весёлое здоровье: местность — телесность — письмо
- Аристотель и портовые шлюхи
- Восход гигантских нарраций
- Время твердых медуз: метамодерн, который мы заслужили
- Ситуация метамодерна в контексте поворота к нечеловеческому